# Caeneressa hunanensis
Caeneressa hunanensis är en fjärilsart som beskrevs av Obraztsov 1957. Caeneressa hunanensis ingår i släktet Caeneressa och familjen björnspinnare. Inga underarter finns listade i Catalogue of Life.